# Petr Hampl
Petr Hampl (* 22. ledna 1969 Praha) je český sociolog a spisovatel, programový ředitel Jungmannovy národní akademie, známý mimo jiné jako protiislámský a protiimigrační aktivista, autor knih Poctivost a kreativita a Prolomení hradeb ad. Je tajemníkem České společnosti pro civilizační studia. V minulosti byl spoluzakladatelem a místopředsedou Sdružení přátel bílého heterosexuálního muže.

## Život a kariéra

### Studium a akademická kariéra
Vystudoval sociologii na Filozofické fakultě UK. V roce 1998 získal titul Mgr. (diplomová práce o metodologii Karla R. Poppera), v roce 2012 získal titul PhDr. a v roce 2015 obhájil titul Ph.D., když ve své disertaci uplatnil millsovskou teorii byrokratizace na ekonomický a sociální vývoj západních společností.
V letech 2010–2014 nejprve přednášel na Vysoké škole ekonomie a managementu a poté v letech 2014–2016 působil na Filozofické fakultě UK jako výzkumný pracovník zaměřený na alternativní formy lidského kapitálu. V letech 2021-23 byl zaměstnancem Jihočeské univerzity, kde se podílel na výzkumech dárcovství orgánů. 

### Jungmannova národní akademie
V roce 2022 založil a je programovým ředitelem Jungmannovy národní akademie, která poskytuje kurzy pro pracující v oborech jako ekonomie, sociologie, antropologie, neurověda, ekologie, historie apod. Učitelský sbor sestává z osobností jako Ilona Švihlíková, Ivo Budil, Petr Drulák, Jan Keller, Martin Konvička, Oskar Krejčí a Petr Žantovský.

### Další činnost
Od roku 1998 působil jako expert na prodej a marketing složitých technologických produktů a jako bezpečnostní konzultant. Pravidelně publikuje na své osobní stránce (články, glosy, videa) a mimo jiné také publikoval např. na Finmagu, v Parlamentních listech a v české verzi Sputniku. Byl také šéfredaktorem časopisu Data Security Management.

### Aktivismus
Podílel se na založení Sdružení přátel heterosexuálního bílého muže. Posláním tohoto spolku je mimo jiné „připomínat, že jsou to bílí muži se svými partnerkami, kteří vybudovali nejlepší civilizaci v dějinách, a to svobodnou, relativně blahobytnou a bezpečnou.“
Do publikací vydávaných tímto sdružením přispívají mimo jiné advokátka a ex-ministryně Daniela Kovářová, ředitel programu rodinné hodnoty Institutu Václava Klause Ladislav Jakl či antropolog Mnislav Zelený. Toto sdružení pořádá také veřejné akce, na kterých mimo výše zmíněných vystoupili jako přednášející například spisovatelka Lenka Procházková, poslanec Jaroslav Foldyna či předseda strany DSSS Tomáš Vandas. Jedno z těchto setkání se stalo následně terčem obvinění, že podpora z krajského rozpočtu pro pořádání této akce byla získána neoprávněně.
V roce 2017 inicioval založení České společnosti pro civilizační studia, kde působí jako tajemník. Tato společnost, v níž působí mimo jiné spisovatel Benjamin Kuras, sociolog a spolupracovník STB Jan Keller a novinář Petr Žantovský, jenž také spolopracoval s STB,  pěstuje a rozvíjí myšlenky amerického politologa Samuela Huntingtona. Předmětem jeho studia je, jak „fungují“ civilizace, co se děje na jejich hranicích, jak vznikají fundamentalismy, jak může soužít více civilizací na stejném území, jak to ovlivňuje vnitřní dynamiku vzestupů a pádů každé z nich a vše, co s tím souvisí.[zdroj?]
V lednu 2020 časopis Učitelské noviny publikoval několikastránkový rozhovor s Petrem Hamplem, který vyvolal kontroverzi. Stoupenci vstřícné migrační politiky, mj. představitelé neziskových organizací, mu v obecné rovině vytýkali, že uvádí nepodložená tvrzení o islámu a migraci a prezentuje je jako fakta, své výtky však nijak nekonkretizovali. Zazněly názory, že takové rozhovory by časopis Učitelské noviny vůbec neměl uveřejňovat.
V letech 2014–2016 podnikl pokus o vstup do politiky. Byl členem Strany svobodných občanů a roku 2015 se neúspěšně ucházel o její předsednictví. Byl rovněž místopředsedou Bloku proti islámu, na toto místo roku 2016 sám rezignoval, aby se mohl plně věnovat senátní kampani. V senátním obvodě Beroun, kde kandidoval za volební stranu Alternativa pro Českou republiku (APAČI), se mu pak podařilo získat 7,11 % hlasů a skončil jako sedmý z osmi uchazečů.
Od října 2021 je jedním z vedoucích představitelů sdružení pro obnovu národní suverenity Kudy z krize.

## Politická a náboženská orientace
Sám sebe označil za „patriota, vlastence i nacionalistu“. Je spojen s českým antiimigračním a antiislámským hnutím a historicky byl spojen s českým libertariánstvím – byl členem Strany svobodných občanů a v roce 2015 kandidoval proti tehdejšímu předsedovi Petrovi Machovi i na post předsedy strany.
Petr Hampl byl letitým členem Církve bratrské, který se během své civilní vojenské služby věnoval tématu křesťanství a politika. V devadesátých a nultých letech publikoval své články v Životě víry a pro svoji sofistikovanou obhajobu konzervativních hodnot byl vysoce ceněn evangelikály i charismatiky. V roce 2016 ovšem na své členství v Církvi bratrské rezignoval. Uvedl k tomu: „Jsem křesťan, protestant. Většinu života jsem byl členem Církve bratrské, tedy probuzenecké církve. Zrušil jsem členství až předloni v reakci na postoje té církve k imigraci a islámu a ke sbližování s multikulturními neziskovkami.“ V obraně proti islamizaci jsou mu nyní blízcí tradicionalističtí katolíci, sdružení v iniciativě D.O.S.T, jejíž protagonisté se angažují v periodiku Te Deum. Jejich diskurzem je rovněž kritika reformace, kam se řadí i Církev bratrská, a jako pravý ekumenismus nahlížejí návrat do lůna římskokatolické církve. Michael Semín, činovník akce D.O.S.T, k tomu právě v Te Deum podotkl: "Moderní ekumenismus, rezignující na požadavek návratu nekatolíků do lůna Církve, je přirozeným důsledkem teologického modernismu... Proč hledáme jinou jednotu s jinověrci, než je ta, kterou dává katolická církev?“

## Literární dílo
Hampl je spoluautorem učebnice Manažerské sociologie a výzkumné monografie Moc krásy a autorem knihy Poctivost a kreativita.[zdroj?]
V březnu 2018 mu v nakladatelství Naštvané matky vyšla kniha Prolomení hradeb (Proč západní civilizace tak snadno podléhá islámu a jaké jsou naděje na její záchranu).[zdroj?] Přestože předmluvu ke knize napsal sociolog, prof. Jan Keller, byla kniha stažena z nabídky knihkupectví nakladatelství Karolinum na přímý zásah rektora UK poté, co mu knihu nahlásil jako závadnou jeden student. V liberecké Krajské vědecké knihovně byla zrušena beseda s autorem kvůli názorům, „které se neslučují s názory zastávanými knihovnou“.
Koncem roku 2020 napsal a vydal svou další knihu Cesta z nevolnictví, ve které se zabývá řešením nepříznivé situace, do níž se pod nadvládou „nové aristokracie“ – globalistů – dostala Česká republika.[zdroj?]
V roce 2022 vydává knihu Prolomení hradeb dvojka, což je pokračováním a zároveň remakem předchozí knihy Prolomení hradeb.
Své úvahy publikuje například v Institutu Václava Klause.